# 米山耕造
米山 耕造（よねやま こうぞう、1894年（明治27年）3月6日 - 没年不明）は、大正から昭和時代前期の台湾総督府官僚。

## 経歴・人物
神奈川県愛甲郡林村（現・厚木市林）に生まれる。
1914年（大正3年）3月、奈良県丹波市町（現・天理市）の私立天理中学校を卒業し、1919年（大正8年）9月に台湾総督府に奉職する。高雄州属、府属を経て、1939年（昭和14年）3月、地方理事官に進み、高雄州旗山郡守に就任した。